# Pete Jolly
Pete Jolly de son vrai nom Peter Ceragioli Jr., né le 5 juin 1932 à New Haven (Connecticut) aux États-Unis, et mort le 6 novembre 2004 à Pasadena en  Californie est un pianiste de jazz américain. C'est un représentant du Jazz West Coast.

## Biographie
Pete Jolly commence à jouer de l'accordéon à l'âge de 3 ans et du piano à 7 ans, commençant sa carrière à 12. Il fera surtout carrière dans le monde de la télévision et du cinéma participant à de nombreuses séries et films. En 1964 il formera son trio de jazz avec lequel il enregistrera plusieurs albums, restant actif avec celui-ci jusqu'à sa mort en 2004. Il a accompagné Art Pepper sur le volume 2 des West Coast Sessions. 

## Discographie
- Jolly Jumps In, RCA Victor LPM 1105
- 1955 : Duo, Trio, Quartet, RCA Records LPM 1125/NL-45991
- 1955 : The Five, RCA Records LPM-1121
- When Lights are Low, RCA Victor LPM 1367
- Impossible, MetroJazz Records SE-1014
- Continental Jazz, Stereo Fidelity SFS-11000
- The Sensational Pete Jolly Gasses Everybody, Charlie Parker PLP-825S
- Little Bird, Ava AS-22
- Sweet September, Ava AS-39
- 5 O'Clock Shadows, MGM SE-4127
- Too Much, Baby, Columbia CS-9197
- Herb Alpert Presents Pete Jolly, A&M SP-4145
- Give a Damn, A&M SP-4184
- Seasons, A&M SP-3033
- Strike Up the Band, Atlas Records
- Pete Jolly Trio & Friends, VSOP 78
- Live in L.A.: Red Chimney and Sherry's Bar, VSOP 91
- Yours Truly, Bainbridge Records QCD-1007
- Gems, Holt Recordings HRCD-3303
- Yeah!, VSOP VSP 98
- Timeless, VSOP VSP 105
- Collaboration (avec Jan Lundgren), Fresh Sounds FSRCD5038
- It's a Dry Heat (avec Jerry Donato), www.jerrydonato.com